# Polietina rubella
Polietina rubella är en tvåvingeart som först beskrevs av Wulp 1896.  Polietina rubella ingår i släktet Polietina och familjen husflugor. Inga underarter finns listade i Catalogue of Life.